# Lijst van films in het publiek domein
Dit is een lijst met films die onder het publiek domein vallen, dus waarvoor het auteursrecht niet van toepassing is. Deze films zijn dus gratis en legaal te verspreiden. Het is ook toegestaan om ze op dvd te verkopen. Veel van deze films zijn ook op YouTube en/of Internet Archive te zien. Artikelen gemarkeerd met  bevatten verwijzingen naar dergelijke filmbestanden.
Naast deze lijst is er ook een Lijst van televisieseries in het publiek domein, een Lijst van films met een vrije licentie en een Lijst van tekenfilms in het publiek domein.

## Publiek domein-films uitgebracht in de Verenigde Staten
Hieronder volgen een aantal in Amerika uitgebrachte films, en waarom ze beschouwd kunnen worden als publiek domein. Bedenk hierbij wel dat het steeds gaat om de in Amerika uitgebrachte versie. Films die niet in Amerika zijn gemaakt, kunnen in Amerika publiek domein-status hebben, maar in hun land van herkomst een andere status hebben.

### Films gemaakt door de Amerikaanse overheid
Tenzij in zeer uitzonderlijke gevallen, zijn alle films die gemaakt zijn door de Amerikaanse overheid publiek domein.
- William McKinley Inauguration Footage (1897) (Eerste filmmateriaal van de inhuldiging van een Amerikaanse President)[2]
- The Martyred Presidents - Lincoln, Garfield, McKinley (1901)[3]
- President Coolidge, Taken on the White House Ground (1924) (Eerste geluidsfilm van een Amerikaanse President)[4]
- Rifle Marksmanship with the M1 Rifle (1942) (film van het United States Department of War)[5]
- The Battle of Midway (1942) (van John Ford)[6]
- Doolittle Raid Launch Footage (1942)[7]
- Sex Hygiene (1942) (van John Ford)[8]
- Hemp for Victory (1943) (propagandafilm van het United States Department of Agriculture)[9]
- The Spirit of '43 (1943)[10] (een van de weinige Disney-producties in publiek domein)[11]
- The Negro Soldier (1943) (van Frank Capra)[12]
- Prelude to War (1943) (van Frank Capra) (Winnaar van de Oscar voor beste documentaire)[13]
- Private Snafu (reeks korte tekenfilms 1943–1945)[14]
- The Memphis Belle: A Story of a Flying Fortress (1944) (van William Wyler)[15]
- Here Comes Germany (1945) (van Frank Capra)[16]
- Combat America (1945) (met Clark Gable)[17]
- War Comes to America (1945) (van Frank Capra)[18]
- My Japan (1945)[19]
- Nazi Concentration Camps (1945) (documentaire van het United States Department of War)[20]
- To the Shores of Iwo Jima (1943) (Winnaar van de Oscar voor beste documentaire)[21]
- Thunderbolt! (1947) (van William Wyler en John Sturges)[22]
- The Crime of Korea (1950)[23]
- Duck and Cover (1952)[24]
- Universal Newsreel: Cuban Missile Crisis (1968)[25]
- Airpower at Khe Sanh (1968)[26]
- A Point in Time (1972)[27]
- Piercing the Curtain: Corona: A Triumph of American Technology (1995)[28]
- Piercing the Curtain: Corona Satellite Imagery (1995)[29]
- Piercing the Curtain: The First Satellite Reconnaissance System (1995)[30]
- Induce Act hearings (IICA) (2004)[31]
- Barack Obama's Inauguratie (2009)[32]
- More than Numbers (200?)[33]
- Publieke toespraken van de Amerikaanse president[34]

### Films uitgebracht in de VS voor 1923
Films die in Amerika voor 1923 zijn uitgebracht, zijn – volgens de Amerikaanse wetgeving – in dat land per definitie publiek domein.
Publiek domein-films uit deze periode zijn onder andere:
- Rip Van Winkle (1896)[35]
- Clowns Spinning Hats (1900).[36]
- The Enchanted Drawing (1900)
- Terrible Teddy, the Grizzly King (1901) (van Edwin S. Porter)
- The Great Train Robbery (1903) (van Edwin S. Porter)[37]
- The Maniac Chase (1904) (van Edwin S. Porter)[38]
- The Night Before Christmas (1905) (van Edwin S. Porter)[39]
- Wrestling at the New York Athletic Club (1905)[40]
- Dream of a Rarebit Fiend (1906) (van Edwin S. Porter en Winsor McCay)[41]
- Humorous Phases of Funny Faces (1906)[42]
- El hotel eléctrico (1908)[43]
- A Corner in Wheat (1909) (van D.W. Griffith)[44]
- vroeg filmmatriaal van Mark Twain (1909)[45]
- Frankenstein (1910) (van de Edison Studios)[46]
- Cinderella (1914) (met Mary Pickford)[47]
- Making a Living (1914) (Charlie Chaplins eerste film)[48]
- The Kid Auto Races at Venice (1914) (met Charlie Chaplin)[49]
- By the Sun's Rays (1914) (van Tod Browning)[50]
- Gertie the Dinosaur (1914)[51] (van Winsor McCay )
- The Birth of a Nation (1915) (van D.W. Griffith)[52]
- The Tramp (1915) met Charlie Chaplin[53]
- The Bank (1915) met Charlie Chaplin[54]
- Love, Speed and Thrills (1915)[55]
- Mabel, Fatty and the Law (van Roscoe Fatty Arbuckle)[56]
- His New Job (1915) met Charlie Chaplin
- The Adventurer (1915) met Charlie Chaplin
- Pool Sharks (1915) (debuut van W.C. Fields)[57]
- 20,000 Leagues Under the Sea[58]
- A Fool There Was (1916) (met Theda Bara)[59]
- Civilization (1916)
- Intolerance (1916) (van D.W. Griffith)[60]
- The Mystery of the Leaping Fish (1916) (van Tod Browning met Douglas Fairbanks)[61]
- Joan the Woman (1917) (van Cecil B. DeMille)[62]
- The Little Princess (1917) (met Mary Pickford)
- Amarilly of Clothes-Line Alley (1917) (met Mary Pickford)
- Rebecca of Sunnybrook Farm (1917) (met Mary Pickford)
- The Cure (1917) met Charlie Chaplin
- The Immigrant (1917) met Charlie Chaplin
- The Butcher Boy (1917) (met Buster Keaton)
- Stella Maris (1918) (met Mary Pickford)[63]
- The Sinking of the Lusitania (van Winor McCay)[64]
- Tarzan of the Apes (1918)[65]
- A Days Pleasure (1919) met Charlie Chaplin[66]
- Broken Blossoms or The Yellow Man and the Girl (1919) (van D.W. Griffith)[67]
- Male and Female (1919) (van Cecil B. DeMille)[68]
- Don't Change Your Husband (1919) (van Cecil B. DeMille)
- Sunnyside (1919) met Charlie Chaplin[69]
- A Jazzed Honeymoon (1919) (van Hal Roach)[70]
- A Sammy in Siberia (1919) (van Hal Roach)[71]
- Blind Husbands (1919) (van Erich von Stroheim)[72]
- Pollyanna (1920) (met Mary Pickford)
- Why Change Your Wife? (1920) (van Cecil B. DeMille)
- The Mark of Zorro (1920) (met Douglas Fairbanks)[73]
- The Last of the Mohicans (1920)[74]
- Dr. Jekyll and Mr. Hyde (1920) (met John Barrymore)[75]
- The Penalty (1920) (met Lon Chaney)[76]
- The Three Musketeers (met Douglas Fairbanks)
- The Ace of Hearts (1921) (met Lon Chaney en Leatrice Joy)[77]
- Orphans of the Storm (1921) (van D.W. Griffith)
- The Kid (1921) (Charlie Chaplins eerste lange film)[78]
- The Nut (1921) (met Douglas Fairbanks)
- Gertie on Tour (1921) (van Winsor McCay)
- Never Weaken (1921) (met Harold Lloyd)[79]
- Robin Hood (1922) (met Douglas Fairbanks)[80]
- Foolish Wives (1922) (van Erich von Stroheim)[81]

### Films uitgebracht in de VS tussen 1923 en 1963
Films uit deze periode worden in principe beschermd door auteursrechten. De auteursrechten-licentie moest echter na 28 jaar in de VS verlengd worden. Sommige rechthebbenden hebben hun licentie niet, of niet op tijd, verlengd. Hierdoor zijn een aantal films in het publiek domein terechtgekomen.
Sommige van deze publiek domein-films zijn gebaseerd op boeken of theaterstukken die echter nog wel auteursrechtelijk beschermd worden, of bevatten liedjes die auteursrechtelijk zijn beschermd. Hierdoor is het soms nog maar de vraag is in hoeverre ze werkelijk publiek domein zijn.
Publiek domein-films uit deze periode zijn onder andere:
- Salomé (1923) (met Alla Nazimova)[82]
- Three Ages (1923) (met Buster Keaton)[83]
- The Hunchback of Notre Dame (1923) (met Lon Chaney)[84]
- Sherlock Jr. (1924) (van Buster Keaton)[85]
- Greed (1924) (van Erich von Stroheim)[86]
- The Lost World (1925)[87]
- The Unholy Three (1925) (van Tod Browning met Lon Chaney)[88]
- The Gold Rush (1925) (van Charlie Chaplin)[89]
- The Phantom of the Opera (1925) (met Lon Chaney)[90]
- The Wizard of Oz (1925) (met Oliver Hardy)
- The Show Off (1926)[91]
- The Black Pirate (1926) (met Douglas Fairbanks)[92]
- The General (1927) (met Buster Keaton)[93]
- The Circus (1928) (oscar winnende film van Charlie Chaplin)[94]
- Sex Life of a Polyp (1928)[95]
- Laugh, Clown, Laugh (1928) (met Lon Chaney)[96]
- The Wedding March (1928) (van Erich von Stroheim)[97]
- The Iron Mask (1929) (met Douglas Fairbanks)[98]
- High Voltage (1929) (met Carole Lombard)[99]
- It's A Bird (1930)[100]
- All Quiet on the Western Front (1930) (van Lewis Milestone) (Won De Oscar voor beste film in 1930)[101]
- School's Out (1930) (met Our Gang)[102]
- Half Shot at Sunrise (1930)[103]
- Hell's Angels (1930) (van Howard Hughes)[104]
- Africa Speaks! (1930)[105]
- Abraham Lincoln (1930) (van D.W. Griffith)[106]
- Check and Double Check (1930) (met Amos and Andy)[107]
- Corsair (1931)[108]
- The Front Page (1931) (van Lewis Milestone)[109]
- The Stolen Jools (1931) (met Stan Laurel & Oliver Hardy)[110]
- Svengali (1931) (met John Barrymore)[111]
- Fighting Caravans (1931) (met Gary Cooper)[112]
- A Farewell to Arms (1932) (van Frank Borzage)[113] (Won twee Oscars, en had nog twee Oscar-nominaties)[114]
- Freaks (1932) (van Tod Browning en Dwain Epser)[115]
- Three Broadway Girls (1932)[116]
- Rain (1932) (van Lewis Milestone)[117]
- The Animal Kingdom (1932) (van David O. Selznick)[118]
- White Zombie (1932) (met Béla Lugosi)[119]
- Mr. Robinson Crusoe (1932) (met Douglas Fairbanks)[120]
- War Babies (1932) (met Shirley Temple)[121]
- Hellfire Austin (1932)[122]
- Manhattan Tower (1932)[123]
- Bird of Paradise (1932) (van King Vidor met Lon Chaney Jr.)[124]
- Hell's House (1932) (met Bette Davis)[125]
- The Hurricane Express (1932) (met John Wayne)[126]
- Sagebrush Trail (1933) (met John Wayne)[127]
- Mystery of the Wax Museum (1933) (van Michael Curtiz) (voorloper op House of Wax)[128]
- The Vampire Bat (1933)[129]
- Whispering Shadow (1933) (met Béla Lugosi)[130]
- She Done Him Wrong (1933) (met Mae West en Cary Grant)[131]
- A Shriek in the Night (1933) (met Ginger Rogers)[132]
- Judge Priest (1934) (van John Ford)[133]
- Of Human Bondage (1934) (met Bette Davis)[134]
- Song of Ceylon (1934)[135]
- Maniac (1934) (van Dwain Esper)[136]
- Jane Eyre (1934) (met Virginia Bruce)[137]
- The Ghost Walks (1934)[138]
- The Evil Mind (1934) (met Claude Rains en Fay Wray)[139]
- Girl o' My Dreams (1934) (met Lon Chaney)[140]
- Kazan Triomfeert (1934)[141]
- Palooka (1934) (met Jimmy Durante)[142]
- Bubbling Over (1934)[143]
- Our Daily Bread (1934) (van King Vidor)[144]
- The Scarlet Letter (1934)[145]
- The Rise of Catherine the Great (1934) (met Elisabeth Bergner)[146]
- Neath the Arizona Skies (1934) (met John Wayne)[147]
- The Lucky Texan (1934) (met John Wayne)[148]
- Randy Rides Alone (1934) (met John Wayne)[149]
- Blue Steel (1934) (met John Wayne)[150]
- The Lawless Frontier (1934) (met John Wayne)[151]
- The Trail Beyond (1934) (met John Wayne)[152]
- The Star Packer (1934) (met John Wayne)[153]
- The Return of Chandu (1934) (met Béla Lugosi)[154]
- The Lost City (1935)[155]
- The Phantom Empire (1935) (met Gene Autry)[156]
- The Phantom Ship (1936) (met Béla Lugosi)[157]
- Condemned to Live (1935)[158]
- Texas Terror (1935) (met John Wayne)
- The Dawn Rider (1935) (met John Wayne)[159]
- Rainbow Valley (1935) (met John Wayne)[160]
- The Desert Trail (1935) (met John Wayne)[161]
- Paradise Canyon (1935) (met John Wayne)[162]
- Scrooge (1935)[163]
- The New Adventures of Tarzan (1935) (productie van Edgar Rice Burroughs)[164]
- Bulldog Courage (1935) (van Sam Newfield)[165]
- The 39 Steps (1935) (van Alfred Hitchcock)[166]
- The Cocain Fiends (1935)[167]
- Winds of the Wasteland (1936) (met John Wayne)[168]
- Disorder in the Court (1936) (met de Three Stooges)[169]
- Flash Gordon (1936)[170]
- Winterset (1936)[171]
- Reefer Madness (1936) (van Dwain Esper)[172]
- My Man Godfrey (1936) (met Carole Lombard)[173]
- Rembrandt (1936) (met Charles Laughton)[174]
- Revolt of the Zombies (1936)[175]
- Land Without Music (1936)[176]
- Great Guy (1936) (met James Cagney)[177]
- The Milky Way (1936) (met Harold Lloyd)[178]
- The Amazing Quest of Ernest Bliss (1936) (met Cary Grant)[179]
- The Big Show (1936)[180]
- The Plow that Broke the Plains (1936)[181]
- Things to Come (1936)[182]
- Earthworm Tractors (1936)[183]
- Captain Calamity (1936)[184]
- Marihuana (1936) (van Dwain Esper)[185]
- Sweeney Todd: The Demon Barber of Fleet Street (1936)[186]
- Conquest (1937) (met Greta Garbo)[187]
- Nothing Sacred (1937) (met Fredric March en Carole Lombard)[187]
- Assassin of Youth (1937)[188]
- Slaves in Bondage (1937)[189]
- Secret Valley (1937)[190]
- Gunsmoke Ranch (1937)[191]
- A Star is Born (1937) (van William A. Wellman met Janet Gaynor)[192][193]
- Topper (1937) (met Cary Grant)[194]
- King Solomon's Mines (1937)[195]
- Young and Innocent (1937) (van Alfred Hitchcock)[196]
- Under the Red Robe (1937) (van Victor Sjöström)[197]
- Dick Tracy Serial (1937)[198]
- Hell Town (1937)[199]
- Affairs of Cappy Ricks (1937) (met Walter Brennan)[200]
- Range Defenders (1937)[201]
- Fire over England (1937) (met Laurence Olivier en Vivien Leigh)[198]
- The Divorce of Lady X (1938) (met Laurence Olivier)[202]
- The Lady Vanishes (1938) (van Alfred Hitchcock)[203]
- The Feud Maker (1938) (van Sam Newfield)[204]
- The Young in Heart (1938) (met Janet Gaynor)[205]
- Tarzan's Revenge (1938)[206]
- The River (1938)[207]
- Niagara Falls (1938)[208]
- Mr. Boggs Steps Out (1938)[209]
- Bulldog Drummond in Africa (1938)[210]
- Sex Madness (1938) (van Dwain Esper[211]
- Call of the Yukon (1938)[212]
- Terror of Tiny Town (1938)[213]
- Romance on the Run (1938)[214]
- Tarzan and the Green Goddess (1938) (productie van Edgar Rice Burroughs)[215]
- Charlie Chaplin Festival (1938) (met Charlie Chaplin)[216]
- Billy the Kid Returns (1938) (met Roy Rogers)[217]
- Mr. Moto's Last Warning (1939) (met Béla Lugosi)[218]
- Lying Lips (1939)[219]
- Lost in the Stratosphere (1939)[220]
- Harlem Rides the Range (1939)[221]
- Zorro's Fighting Legion (1939)[222]
- The Little Princess (1939) (met Shirley Temple)[223]
- The Face in the Window (1939)[224]
- Made for Each Other (1939) (met James Stewart)[225]
- They Made Me a Criminal (1939) (met Claude Rains)[226]
- Jamaica Inn (1939) (van Alfred Hitchcock)[227]
- The Flying Deuces (1939) (met Stan Laurel en Oliver Hardy)[228]
- Streets of New York (1939) (met Jackie Cooper)[229]
- Nancy Drew... Reporter (1939)[230]
- The Gorilla (1939) (met Béla Lugosi)[231]
- The Middleton Family at the New York World's Fair (1939)[232]
- Dr. Kildare's Strange Case (1940) (met Lionel Barrymore)[233]
- The Ape (1940) (met Boris Karloff)[234]
- His Girl Friday (1940) (van Howard Hawks)[235]
- Santa Fe Trail (1940) (met Errol Flynn en Olivia de Havilland)[236]
- Second Chorus (1940) (met Fred Astaire)[237]
- The Son of Monte Cristo (1940) (met George Sanders)[238]
- Topper Returns (1941) (vervolg van Topper)[239]
- Sheriff of Tombstone (1941) (met Roy Rogers)[240]
- Flash Gordon: Conquers the Universe (1941)[170]
- That Uncertain Feeling (1941) (van Ernst Lubitsch)[241]
- Broadway Limited (1941)[242]
- Murder on Lenox Avenue (1941)[243]
- King of the Zombies (1941) (met Mantan Moreland)[244]
- Penny Serenade (1941) (met Cary Grant)[245]
- Meet John Doe (1941) (van Frank Capra)[246]
- Road to Happiness (1941)[247]
- Desperate Cargo (1941)[248]
- Fiesta (1941)[249]
- Here Comes Mr. Jordan (1941) (met Robert Montgomery en Claude Rains)[250]
- Bowery at Midnight (1942) (met Béla Lugosi)[251]
- The Corpse Vanishes (1942)
- The Mad Monster (1942)[252]
- Cat People (1942)[253]
- Eyes in the Night (1942)[254]
- The Payoff (1942)[255]
- Jungle Book (1942)[256]
- Private Buckeroo (1942)[257]
- Billy the Kid Trapped (1942)[258]
- Tree in a Test Tube (1943) (met Stan Laurel en Oliver Hardy)
- Shadow of a Doubt (1943) (van Alfred Hitchcock)[259]
- The Outlaw (1943) (van Howard Hughes en Howard Hawks)[260]
- Heaven Can Wait (1943)[261]
- Lady of Burlesque (1943) (met Barbara Stanwyck)[262]
- Sherlock Holmes and the Secret Weapon (1943) (met Basil Rathbone)[263]
- This Is the Army (1943) (met Ronald Reagan)[264]
- Machine Gun Mama (1944)[265]
- The Monster Maker (1944)[266]
- The Contender (1944)[267]
- At Land (1944)
- Seven Doors to Death (1944)[268]
- Lumberjack (1944)[269]
- One Body Too Many (1944)[270]
- Captain Kidd (1945) (1945) (met Charles Laughton)[271]
- Scarlet Street (1945) (van Fritz Lang)[272]
- Blood on the Sun (1945) (met James Cagney)[273]
- The House I Live In (1945) (met Frank Sinatra)[274]
- Dick Tracy (1945)[275]
- Big Timers (1945)[276]
- Open the Door Richard (1945)[277]
- Strange Illusion (1945)[278]
- Scared Stiff (1945)[279]
- A Diary for Timothy (1945) (met John Gielgud)[280]
- Detour (1946)[281]
- OooLaLa (1946)[282]
- They Made Me a Killer (1946)[283]
- The Stranger (1946) (van Orson Welles)[284]
- Heartbeat (1946) (met Ginger Rogers)[285]
- Rolling Home (1946)[286]
- Dick Tracy vs. Cueball (1946)[287]
- Dressed to Kill (1946) (met Basil Rathbone)[288]
- Till the Clouds Roll By (1946) (met Judy Garland en Frank Sinatra)[289]
- Shock (1946) (met Vincent Price)[290]
- Love Laughs at Andy Hardy (1946) (met Amos and Andy)[291]
- The Sin of Harold Diddlebock (1947) (met Harold Lloyd)[292]
- Dick Tracy Meets Gruesome (1947)[293]
- The Fabulous Dorseys (1947)[294]
- Angel and the Badman (1947) (met John Wayne)[295]
- Brideless Groom (1947) (met de Three Stooges)[296]
- Scared to Death (1947) (Béla Lugosi's enige kleurenfilm)[297]
- Sing a Song of Six Pants (1947) (met de Three Stooges)[298]
- My Favorite Brunette (1947) (met Bob Hope)[299]
- Bells of San Angelo (1947) (met Roy Rogers)[300]
- Killer Dill (1947)[301]
- T-Men (1947)[302]
- Dick Tracy's Dillema (1947)[303]
- Who Killed Doc Robbin? (1948) (van Hal Roach)[304]
- The Amazing Mr. X (1948)[305]
- The Strange Love of Martha Ivers (1948) (met Barbara Stanwyck en Kirk Douglas)[306]
- Killer Diller (1948) (met Nat King Cole)[307]
- The Chicken of Tomorrow (1948)[308]
- The Scar (1948) (met Paul Henreid)[309]
- Inner Sanctum (1948)[310]
- The Boy with Green Hair (1948) (van Joseph Losey)[311]
- Adventures of Galant Bess (1948)[312]
- Malice in the Palace(1949) (met de Three Stooges)[313]
- Under Capricorn (1949) (van Alfred Hitchcock met Ingrid Bergman)[314]
- Trapped (1949) (van Richard Fleischer)[315]
- She Shoulda Said 'No'! (1949) (van Kroger Babb met en over Lila Leeds)[316]
- My Dear Secretary (1949) (met Kirk Douglas)[317]
- The Green Promise (1949) (met Walter Brennan en Natalie Wood)[318]
- The Inspector General (1949) (met Danny Kaye)[319]
- Jigsaw (1949) (met Franchot Tone)[320]
- Port of New York (1949) (Yul Brynners debuutfilm)[321]
- Passport to Pimlico (1949)
- Mr. Adam's Bomb (1949)[322]
- Reign of Terror (1949)[323]
- The Man on the Eiffel Tower (1950) (van Burgess Meredith)[324]
- Quicksand (1950) (met Mickey Rooney)[325]
- Love Island (1950)[326]
- Three Came Home (1950) (met Claudette Colbert)[327]
- Cyrano de Bergerac (1950) (van Stanley Kramer)[328]
- D.O.A. (1950)[329]
- Stage Fright (1950) (van Alfred Hitchcock)[330]
- The Admiral Was a Lady (1950)[331]
- Prehistoric Women (1950)[332]
- Woman on the Run (1950)[333]
- Panic in the Streets (1950) (van Elia Kazan met Richard Widmark en Jack Palance)[334]
- Borderline (1950)[335]
- The File on Thelma Jordon (1950) (met Barbara Stanwyck)[336]
- Day of the Fight (1951) (van Stanley Kubrick)[337]
- Atoll K (1951) (laatste film van Stan Laurel en Oliver Hardy)[338]
- Happy Go Lovely (1951) (met David Niven)
- Vengeance Valley (1951) (met Burt Lancaster)[339]
- Royal Wedding (1951) (met Fred Astaire)[340]
- Cause for Alarm! (1951) (met Loretta Young)[341]
- The Second Woman (1951)[342]
- Drums in the Deep South (1951) (met Guy Madison)[343]
- The Hoodlum (1951) (met Lawrence Tierney)[344]
- The Man Who Cheated Himself (1951) (met Lee J. Cobb)[345]
- Go for Broke! (1951) (met Van Johnson)[346]
- The Story of Jesus (1951)[347]
- Father's Little Dividend (1951) (met Spencer Tracy en Elizabeth Taylor)[348]
- The Snows of Kilimanjaro (1952) (van Darryl F. Zanuck met Gregory Peck)[349]
- The Big Trees (1952) (met Kirk Douglas)[350]
- Jack and the Beanstalk (1952) (met Bud Abbott en Lou Costello)[351]
- Mutiny (1952) (met Angela Lansbury)[352]
- Kansas City Confidential (1952)[353]
- Radar Men from the Moon (1952)
- Beat the Devil (1953) (van John Huston en met Humphrey Bogart)[354]
- Project Moonbase (1953)
- Charade (1953) (met James Mason)[355]
- Planet Outlaws (1953)[356]
- The Hitch-Hiker (1953)[357]
- Man in the Attic (1953) (met Jack Palance)[358]
- I Beheld His Glory (1953)[359]
- Social-Sex Attitudes in Adolescence (1953)[360]
- Long John Silver (1954)[361]
- Suddenly (1954) (met Frank Sinatra)[362]
- Killers from Space (1954)[363]
- Jail Bait (1954) (van Ed Wood)[364]
- The Last Time I Saw Paris (1954) (van Elizabeth Taylor)[365]
- Salt of the Earth (1954)[366]
- Mr. Arkadin (1955) (van Orson Welles)
- Rhythm and Blues Revue (1955) (concertfilm met onder andere Nat King Cole)[367]
- Swamp Women (1955) (van Roger Corman)[368]
- Daughter of Horror (1955)[369]
- The Fast and the Furious (1955) (van Roger Corman)[370]
- The Man with the Golden Arm (1955) (van Otto Preminger met Frank Sinatra)[371]
- Eegah (1955) (met Richard Kiel)[372]
- Yellowneck (1955)[373]
- Indestructible Man (1956) (met Lon Chaney Jr.)[374]
- Whistle Stop (1956) (met Ava Gardner)[375]
- Please Murder Me (1956) (met Angela Lansbury)[376]
- Rock, Rock, Rock (1956) (met Chuck Berry)[377]
- Daniel Boone, Trail Blazer (1956)[378]
- Mohawk (1956)[379]
- The Beast of Hollow Mountain (1956) (met Guy madison)[380]
- Incredible Petrified World (1957)[381]
- Hell Ship Mutiny (1957) (met Peter Lorré)[382]
- The Power of the Resurrection (1958)[383]
- The Screaming Skull (1958)[384]
- I Bury the Living (1958)[385]
- Frankenstein's Daughter (1958)[386]
- Hercules (1958)[387]
- House on Haunted Hill (1959) (met Vincent Price)[388]
- Beast from Haunted Cave (1959) (met Frank Wolff)[389]
- The Giant of Marathon (1959) (van Mario Bava met Steve Reeves)[390]
- Teenagers from Outer Space (1959)[391]
- The Giant Gila Monster (1959)[392]
- Attack of the Giant Leeches (1959) (van Roger Corman)[393]
- The Killer Shrews (1959)[394]
- The Bat (1959) (met Vincent Price)[395]
- The Bloody Brood (1959) (met Peter Falk)[396]
- A Bucket of Blood (1959) (van Roger Corman)[397]
- Horrors of Spider Island (1960) (bewerkte, Engelstalige versie)[398]
- Warning From Space (1960) (in de VS ingevoerde versie)[399]
- The First Spaceship on Venus (1960) (Amerikaanse versie van deze Oost-Duits/Poolse film)[400]
- The Little Shop of Horrors (1960) (debuut van Jack Nicholson).[401]
- The Grass Is Greener (1960) (met Cary Grant en Deborah Kerr)[402]
- The Wasp Woman (1960) (van Roger Corman)[403]
- Tormented (1960)[404]
- City of the Dead (1960) (met Christopher Lee)[405]
- Last Woman on Earth (1960) (van Roger Corman)[406]
- Atom Age Vampire (1960) (van Mario Bava)[407]
- The Wild Ride (1960) (met Jack Nicholson)[408]
- Esther and the King (1960) (met Joan Collins)[409]
- Joseph and His Brethren (1960) (met Terence Hill)[410]
- David And Goliath (1960) (met Orson Welles)[411]
- Hercules Unchained (1960)[412]
- The Beatniks (1960)
- The Magic Sword (1961) (met Basil Rathbone)
- The Devil's Messenger (1961) (met Lon Chaney Jr.)[413]
- Battle of the Worlds (1961) (met Claude Rains)[414]
- Boys Beware (1961)[415]
- Girls Beware (1961)[416]
- The Phantom Planet (1961)[417]
- The Beast of Yucca Flats (1961)[418]
- Bloodlust! (1961)[419]
- Hercules and the Captive Women (1961)[420]
- Creature from the Haunted Sea (1961) (filmparodie)[421]
- Five Minutes to Live (1961) (met Johnny Cash)[422]
- Shame (1962) (met William Shatner)[423]
- The Brain That Wouldn't Die (1962)[424]
- Carnival of Souls (1962)[425]
- The Devil's Hand (1962)[426]
- Caesar the Conqueror (1962)[427]
- Gladiators of Rome (1962)[428]
- The Invincible Gladiator (1962)[429]
- Damon And Pythias (1962)[430]
- The Avenger: The Legend of Aeneas (1962)[431]
- Mondo Cane (1962)[432]

### Films uitgebracht in de VS tussen 1963 en 1977
In de VS uitgebrachte films uit de periode 1963–1977 moesten, om beschermd te worden door auteursrecht, een auteursrechtregistratie hebben. Deze moest minimaal het auteursrechtsymbool (©) bevatten, het jaar van publicatie, en de auteursrechthebbende.
Sommige film uit deze periode hebben deze registratie niet en kunnen dus worden aangemerkt als zijnde publiek domein. Voor de periode 1963–1977 is het auteursrecht niet opnieuw te claimen, en de status van publiek domein is hiermee zeker.
Publiek domein-films uit deze periode zijn onder andere:
- Charade (1963) (met Cary Grant en Audrey Hepburn)[433]
- The John Glenn Story (1963) (documentaire over John Glenn)[434]
- Matango (1963) (in de VS ingevoerde versie)[435]
- The Sadist (1963)[436]
- Dementia 13 (1963) (Francis Ford Coppola's eerste film)[437]
- What (1963) (van Mario Bava met Christopher Lee)[438]
- The Terror (1963) (met Jack Nicholson en Boris Karloff)[439]
- The Ghost (1963) (met Barbara Steele)[440]
- McLintock! (1963) (met John Wayne)[441]
- Sword of Lancelot (1963)[442]
- The Sons of Hercules: Land of Darkness (1963)[443]
- Hercules Against the Moonmen (1964)[444]
- The Atomic Brain (1964)[445]
- Crypt of Horror (met Christopher Lee)
- Frozen Alive (1964)[446]
- Spider Baby (1964)[447]
- I Eat Your Skin (1964)[448]
- The Naked Kiss (1964) (met Jack Palance)[449]
- Atomic Rulers (1964)
- Invaders from Space (1964)
- Attack from Space (1964)
- The Child Molester (1964)[450]
- Advance to the Rear (1964) (met Glenn Ford)[451]
- The Legend of Marilyn Monroe (1964) (documentaire over Marilyn Monroe)[452]
- The Last Man on Earth (1964) (met Vincent Price)[453]
- Santa Claus Conquers the Martians (1964)[454]
- Evil Brain from Outer Space (1964)[455]
- Revolt of the Barbarians (1964)[456]
- Mondo Balordo (1964) (ingesproken door Boris Karloff)[457]
- The Devil of the Desert Against the Son of Hercules (1964)[458]
- Gamera, The Invincible bewerkte Amerikaanse versie (1965 – in VS 1966)[459]
- Color Craziness (1965) (met de Three Stooges)[460]
- Terror Creatures from the Grave (1965)[461]
- Bloody Pit of Horror (1965)[462]
- Detroit: City on the Move (1965)[463]
- Voyage to the Prehistoric Planet (1965)[464]
- Nightmare Castle (1965) (met Barbara Steele)[465]
- Deadwood '76 (1965)[466]
- The Eye Creatures (1965)[467]
- Lightning Bolt (1965/1966)[468]
- Zontar: The Thing from Venus (1966)[469]
- The She Beast (1966) (met Barbara Steele)[470]
- The Fat Spy (1966) (met Jayne Mansfield en Phyllis Diller)[471]
- Jesse James Meets Frankenstein's Daughter (1966)[472]
- Manos: The Hands of Fate (1966)[473]
- Curse of the Swamp Creature (1966) (van Larry Buchanan)[474]
- Da Uomo a Uomo (1967) (aka Death Rides a Horse) (met Lee Van Cleef)[475]
- In the Year 2889 (1967) (van Larry Buchanan)[476]
- Creature of Destruction (1967) (van Larry Buchanan)[477]
- Voyage to the Planet of Prehistoric Women (1967) (van Peter Bogdanovich)[478]
- Night Fright (1967)[479]
- The Holy Ghost People (1967) (van Peter Adair)[480]
- Long Days of Hate (1967)[481]
- Any Gun Can Play (1967) (spaghettiwesternparodie)[482]
- Desert Commandos (1967)[483]
- They Came From Beyond Space (1967)[484]
- Monster from a Prehistoric Planet (1967) bewerkte Amerikaanse versie[485]
- Kong Island (1968)[486]
- Hell in Normandy (1968)[487]
- Baby Love (1968)[488]
- Greetings (1968) (van Brian De Palma met Robert De Niro)[489]
- Night of the Living Dead (1968) (van George A. Romero)[490]
- Western, Italian Style (1968) (met Enzo G. Castellari, Sergio Corbucci en Sergio Sollima)[489]
- Gamera vs. Viras (1968)[491]
- Wake Me When the War Is Over (1969)[492]
- Gamera vs. Guiron (1969)[493]
- The Capitalist Conspiracy (1969)[494]
- The Over-the-Hill Gang (1969) (met Walter Brennan)[495]
- The Swap (1969) (met Robert De Niro)[496]
- Fangs of the Living Dead (1969) (met Anita Ekberg)[497]
- The Ballad of Andy Crocker (1969)[498]
- The Castle of Fu Manchu (1969) (van Jesus Franco met Christopher Lee)[499]
- David Copperfield (1969) (van Delbert Mann met Richard Attenborough en Laurence Olivier)[500]
- Fangs of the Living Dead (1969) (met Anita Ekberg)[497]
- Boot Hill (1969) (met Bud Spencer en Terence Hill)[501]
- It's Alive (1969)[502]
- There Was a Crooked Man... (1970) (van Joseph L. Mankiewicz met Henry Fonda en Kirk Douglas)[503]
- Cold Sweet (1970) (met Charles Bronson)[504]
- How Awful About Allan (1970) (met Anthony Perkins)[505]
- Satan's Harvest (1970) (met Tippi Hedren)[506]
- Cry Blood, Apache (1970)[507]
- Jane Eyre (1970) (van Delbert Mann met George C. Scott)[508]
- The Over-the-Hill Gang Rides Again (1970) (met Fred Astaire en Walter Brennan)[509]
- Hi, Mom! (1971) (van Brian De Palma met Robert De Niro)[489]
- Evel Knievel (1971) (met George Hamilton)[510]
- Paper Man (1971) (met Stephanie Powers)[511]
- Lady Frankenstein (1971)[512]
- The Cat O'Nine Tales (1971) (van Dario Argento met Karl Malden)[513]
- The Lion Who Thought He Was People (1971)[514]
- The Incredible 2-Headed Transplant (1971)[515]
- I, Monster (1971) (met Peter Cushing en Christopher Lee)[516]
- Maybe I'll Come Home in the Spring (1971) (met Sally Field en David Carradine)[517]
- Born to Win (1971) (met George Segal en Robert De Niro)[518]
- Yuma (1971)[519]
- The Devil's Nightmare (1971)[520]
- Dracula vs. Frankenstein (1971) (met Lon Chaney Jr.)[521]
- Daughters of Darkness (1971) (van Harry Kümel met Fons Rademakers)[522]
- A Thief in the Night (1972)[523]
- The Woman Hunter (1972) (met Barbara Eden)[524]
- Master Touch (1972) (met Kirk Douglas)[525]
- Vengeance of the Zombies (1972) (met Paul Naschy)[526]
- The Proud and the Damned (1972) (met Cesar Romero)[527]
- Eagle in a Cage (1972) (met John Gielgud en Ralph Richardson)[528]
- Moon of the Wolf (1972)[498]
- The Witches' Mountain – Bewerkte Amerikaanse versie (1972)[529]
- It Can Be Done Amigo (1972) (met Bud Spencer)[530]
- Grand Duel (1972) (met Lee Van Cleef)[531]
- Brink of Disaster (1972)[532]
- Curse of Bigfoot (1972[533]
- The Rats Are Coming! The Werewolves Are Here! (1972[534]
- The Vampires' Night Orgy (1973) – bewerkte Amerikaanse versie
- Don't Look in the Basement (1973) aka The Forgotten[535]
- Black Brigade (1973) (met Richard Pryor)[536]
- Horror Express (1973) (met Christopher Lee en Peter Cushing)[537]
- Idaho Transfer (1973) (van Peter Fonda)[538]
- Dead People (1973)[539]
- Invasion of the Bee Girls (1973)[540]
- Scream Bloody Murder (1973)[541]
- Day of the Wolves (1973)[542]
- The Real Bruce Lee (1973) (met archiefmatriaal van Bruce Lee)[543]
- The Disappearance of Flight 412 (1974) (met Glenn Ford)[544]
- The Black Godfathers (1974)[545]
- Time Travelers (1974)[546]
- Get Christie Love! (1974)[547]
- The Legend of the 7 Golden Vampires (1974) (met Peter Cushing)[548]
- Grave of the Vampire (1974)[549]
- The Street Fighter – Bewerkte Amerikaanse versie (1974) (met Sonny Chiba)[550]
- Return of the Street Fighter – Bewerkte Amerikaanse versie (1974) (met Sonny Chiba)[551]
- The Street Fighter's Last Revenge – Bewerkte Amerikaanse versie (1974) (met Sonny Chiba)[552]
- Sister Street Fighter – Bewerkte Amerikaanse versie (1974) (met Sonny Chiba)[553]
- Horror of the Zombies (1974) bewerkte Amerikaanse versie[554]
- The Gun and the Pulpit (1974) (met Slim Pickens)[555]
- The Hanged Man (1974)[556]
- Silent Night, Bloody Night (1974)[557]
- Devil Times Five (1974)[558]
- UFO: Target Earth (1974)[528]
- All the Kind Strangers (1974) (met John Savage)[559]
- The Legend of the 7 Golden Vampires (1974) (met Peter Cushing)[548]
- Invasion from Inner Earth (1974)[560]
- Deep Red – Bewerkte Amerikaanse versie (1975) (van Dario Argento)[561]
- Black Fist (1975)[562]
- A Boy and His Dog (1975) (met Jason Robards)[563]
- Apache Blood (1975)[564]
- T.N.T. Jackson (1975)[565]
- The Mutant Beast (1975)[566]
- Slashed Dreams (met Robert Englund) (1975)[567]
- The Time of Apollo (1975) (met Burgess Meredith)[568]
- Who’s Out There (1975) (van Orson Welles)[569]
- Track of the Moon Beast (1976)[570]
- Hollywood Man (1976)[571]
- The Boy in the Plastic Bubble (1976) (met John Travolta)[572]
- Panic (1976)[573]
- Joshua (1976)[574]
- The Legend of Bigfoot (1976)[575]
- Gone with the West (1975) (met James Caan)[576]
- God's Guns (1976) (met Lee Van Cleef en Jack Palance)[577]
- Return of the Kung-Fu Dragon (1976)[578]
- Escape from Angola (1976)[528]
- Werewolf Woman (1976) bewerkte Amerikaanse versie[579]
- Embryo (1976) (met Rock Hudson)[580]
- Drive-in Massacre (1976)[581]
- Born for Hell (1976)[582]
- Mr. Scarface (1976) (met Jack Palance)[583]
- Death Rage (1976) (met Yul Brynner)[584]
- Project Kill (1976) (met Leslie Nielsen)[585]
- The Witches of Pendle (1976)[586]
- In the Shadow of Pendlehill[587]
- Cathys Curse (1977)[588]
- Kid Vengeance (1977) (met Lee Van Cleef)[589]
- The Brave Lion (1977) (van John Woo)[590]
- Cosmos: War of the Planets (1977) (Amerikaanse versie van deze Italiaanse SF-film)[591]
- Black Samurai (1977)[592]
- Drive in Massacre (1977)[593]
- Prime Time (1977)[594]
- End of the World (1977)[528]
- Good Against Evil (1977) (met Kim Cattrall)[595]
- Sisters of Death (1977)[596]

### Films uitgebracht in de VS tussen 1978 en 1989
Voor films uit de periode 1 januari 1978 – 1 maart 1989 geldt dezelfde regel als voor de films voor 1978: zonder registratie behoren zij tot het publieke domein. Films uit deze periode kunnen echter op een later tijdstip alsnog worden geregistreerd voor auteursrechten. Hierdoor is hun status minder zeker.
- Rescue from Gilligan's Island (1978) (met Bob Denver)[597]
- Curse of Bigfoot (1978)[598]
- Breakout from Oppression (1978) – Bewerkte Amerikaanse versie[599]
- The Tattoo Connection (1978) – Bewerkte Amerikaanse versie[600]
- The War of the Robots (1978) – Bewerkte Amerikaanse versie[601]
- The Uranium Conspiracy (1978) – Bewerkte Amerikaanse versie[602]
- Killer of Snakes Fox of Shaolin (1978)[603]
- Deadly Duo (1978)[604]
- Death Force (1978)[605]
- My Boys are Good Boys (1978)[606]
- China 9 Liberty 37 (1978) (met Warren Oates)[607]
- The Image of Bruce Lee (1978) (met archiefmatriaal van Bruce Lee)[608]
- The Driller Killer (1978) (Abel Ferrara's debuutfilm)[609]
- The Lucifer Complex (met Robert Vaughn) (1978)[610]
- The Alpha Incident (1978)[611]
- The Demon (1978)[612]
- Savage Weekend (1979)[613]
- They Eat Scum (1979)[544]
- Virus (1980) (met Sonny Chiba en Glenn Ford)[614]
- The Snake, the Tiger, the Crane (1980)[615]
- Karate Kids USA (1980)[616]
- Kung Fu Arts (1980)[617]
- Kung Fu Kids Break Away (1980)[618]
- Fist of Fear, Touch of Death (1980) (met archiefmatriaal van Bruce Lee)[619]
- The Curse of King Tut's Tomb (1980) (met Eva Marie Saint en Paul Scofield)[620]
- Mama Dracula (1980) (met Louise Fletcher)[621]
- Oasis of Zombies (1981) – Bewerkte Amerikaanse versie (van Jesus Franco)[622]
- The House By the Cemetery (1981) – Bewerkte Amerikaanse versie (van Lucio Fulci)[623]
- The Guy with the Secret Kung Fu (1981)[624]
- High Risk (1981) (met Anthony Quinn, James Coburn en Ernest Borgnine)[625]
- The Head Hunter (1982) (met Chow Yun-Fat)[626]
- Blood Tide (1982) (met James Earl Jones)[627]
- Warriors of the Wasteland (1982)[628]
- The KGB Connections (1982)[629]
- Ninja Death I (1982)[630]
- Ninja Death II (1982)[631]
- Ninja Death III (1982)[632]
- The Impossible Kid (1982)[633]
- The Weapons of Death (1982)[634]
- The Demons of Ludlow (1983)[635]
- Shadow Ninja (1983)[636]
- The Brother from Another Planet (1984) (van John Sayles)[637]
- Code Name Zebra (1984)[638]
- The Master Max (1984) (met Lee Van Cleef)[639]
- Anatomy of an Illness (1984) (met Eli Wallach)[640]
- Ninja Holocaust (1985)[641]
- Ninja Champion (1985)[642]
- Galaxy Invader (1985)[643]
- Eternal Evil (1985)[644]
- Children of the Night (1985)[645]
- Ninja the Protector (1986)[646]
- Deadtime Stories (1986) (met Melissa Leo)[647]
- Escape from Sobibor (1987) (met Rutger Hauer)[648]
- Bad Taste (1987) (van Peter Jackson)[649]
- Bloody Wednesday (1987)[650]
- Four Robbers (1987)[651]
- Ninja Phantom Heroes (1987)[652]
- Hands of Fear (1987)[653]
- Good Taste Made Bad Taste (1988) (met Peter Jackson)[654]

### Films uitgebracht in de VS na 1 maart 1989
De enige Amerikaanse publiek domein-films van na 1 maart 1989 zijn de films van overheidswege gemaakt. Voor alle andere films na deze datum berust het auteursrecht automatisch bij de eigenaar. Ook de auteursrechten van in de VS ingevoerde films zijn vanaf deze datum automatisch beschermd. Ondanks dit alles kan deze wet niet alles tegenhouden, bijvoorbeeld wanneer een auteur van een film besluit zijn filmrechten op te geven en de film zelf publiek domein te verklaren.
Publiek domein-films na 1989 zijn onder andere:
- Laser Mission (1990) (met Brandon Lee en Ernest Borgnine)[655]
- Metamorphosis (1990) (van George Easterman)[655]
- Miliardi (1991) (met Billy Zane)[656]
- The Great Indian Wars 1840-1890 (1991)
- Bruce Lee: The Lost Interview (1994) (met archiefmateriaal van Bruce Lee)[657]
- Thexus: The Last Man (1998)[658]
- A Tale of Two Hamlets (2003)[544]
- Dr. Shock's Tales of Terror (2003)[544]
- The Power of Nightmares (2003) Geïmporteerde Amerikaanse versie[544]
- Panorama Ephemera (2004) (zonder de begin- en eindtitels)[659]
- Sex, Drugs and the Cold War (2006)[660]
- The Plight of the Angelenos (2006)[544]
- A Season for Brooding (2008)[544]

Daarnaast zijn er ook films die door de rechthebbenden zelf onder een vrije licentie zijn uitgebracht (bijvoorbeeld via een Creative Commons-licentie). Zie hiervoor de Lijst van films met een vrije licentie.

### Prelinger Archives
De Prelinger Archives is een verzameling van korte, voornamelijk Amerikaanse films. De verzameling is bijeengebracht door schrijver en filmmaker Rick Prelinger. Het gaat om educatieve films, bedrijfsfilms, reclamefilmpjes en amateurfilms. De films zijn publiek domein, omdat ze zijn uitgebracht in de periode tot 1989, maar nooit zijn geregistreerd voor copyright.

### Geen publiek domein
Sommige oudere films hebben een periode tot het publiek domein behoord, maar zijn uiteindelijk weer onder copyright komen te vallen.
Onder deze films zitten onder andere Metropolis (1927) en The Third Man (1949).
Ook is het belangrijk om te realiseren dat publiek domein NIET hetzelfde is als "gratis te bekijken". Op sites als Google Video is bijvoorbeeld veel materiaal te vinden waar auteursrechten op berusten. Dat is niet per definitie illegaal: sommige filmmakers kiezen juist voor gratis uitzending om bekendheid te verkrijgen. Op hun werk blijft echter het auteursrecht van toepassing, tenzij ze duidelijk iets anders hebben aangegeven.

## Publiek domein-films uit de Europese Unie
De lidstaten van de Europese Unie hanteren voor het auteursrecht een bescherming van zeventig jaar na het overlijden van de auteur. Voor films geldt dat zowel de regisseur, de scriptschrijver als de producent rechthebbende zijn of kunnen zijn. Regisseurs onder diensttijd staan in de regel echter doorgaans hun rechten af aan de producent. Films van wie alle rechthebbende producenten/regisseurs/scriptschrijvers die (anno 2011) voor 1941 zijn overleden, behoren dus tot het publieke domein. Het is hierdoor overigens vaak niet eenvoudig te achterhalen wie de rechthebbenden van een film waren en of het auteursrecht verstreken is.

### Nederland
Films die waarschijnlijk tot het Nederlandse publieke domein behoren, zijn:
- Nederland en Oranje (1913)
- De Levende Ladder (1913)
- De Stradivarius (1913)
- De Vloek van het Testament (1915)
- Het Geheim van de Vuurtoren (1916)
- Het geheim van Delft (1917)
- Toen 't licht verdween (1918)
- Een Carmen van het Noorden (1919)
- Schakels (1920)

### Verenigd Koninkrijk
- Alice in Wonderland (1903)[663]
- The Lodger: A Story of the London Fog (1927) (Alfred Hitchcocks debuutfilm); het gaat om de Amerikaanse versie)[664]
- The Man Who Knew Too Much (1934) (van Alfred Hitchcock)[665] (Amerikaanse versie)
- The 39 Steps (1935) (van Alfred Hitchcock) (Amerikaanse versie)[166]
- Secret Agent (1936) (van Alfred Hitchcock met Peter Lorre)[666](Amerikaanse versie)
- We Dive at Dawn (1943) (met John Mills)[667]
- Aventure malgache (1944) (oorlogspropaganda voor de Britse regering, van Alfred Hitchcock)[668]
- Bon Voyage (1944) (oorlogspropaganda voor de Britse regering, van Alfred Hitchcock)
- Down Among the Z Men (1956) (met Peter Sellers)[669]
- Last of the Flowermakers (1997)[670] (door donatie in publiek domein)

### Frankrijk
- La chrysalide et le papillon d'or (1901)
- L'Homme à la tête en caoutchouc (1901)[671]
- Le voyage dans la lune (1902)[672]
- La Folie du Docteur Tube (1915)[673]
- Les Vampires (1915) (van Louis Feuillade)[674]
- La Chute de la maison Usher (1928) (met Jean Epstein en Luis Buñuel)[675]
- La passion de Jeanne d'Arc (1928) (van Carl Theodor Dreyer)[676]
- Un chien andalou (1929) (van Luis Buñuel en Salvador Dalí)[677]
- L'âge d'or (1930) (van Luis Buñuel en Salvador Dalí)[678]
- Zéro de conduite (1933)[679]
- La Bergère et le ramoneur (1952) (met Anouk Aimée)[680]
- Napoléon (1955)[681]

De films van Georges Méliès kwamen op 1 januari 2009 wereldwijd in het publieke domein. Dit omdat Méliès in 1938 overleed, en de status van publiek domein ingaat per 1 januari van het volgende jaar nadat 70 jaar geleden is dat de auteur overleed. Enkele van zijn films hebben al de status van publiek domein in de VS, omdat ze voor 1923 zijn gemaakt.

### Duitsland
- Die Luftkrieg der Zukunft (1909)[682]
- Das Cabinet des Dr. Caligari (1920)[683]
- Symphonie Diagonale (1921) (van Hans Richter)[684]
- Der Mude Tod (1921) (van Fritz Lang)[685] Hoe valt deze film in het publieke domein, daar Fritz Lang pas in 1976 is overleden?
- Phantom (1922) (van F.W. Murnau)[686]
- Nosferatu (1922) (van F.W. Murnau)[687]
- Varieté (1925) (met Emil Jannings)[688]
- Berlin – Die Sinfonie der Großstadt (van Walter Ruttmann) (1927)[689]
- Vormittagsspuk (1927) (van Hans Richter)[690]
- Polizeibericht Überfall (1928)[691]
- M (1931) (van Fritz Lang met Peter Lorre)[692]
- Mädchen in Uniform (1931)[693]
- Die Verkaufte Braut (1932) (van Max Ophüls)[694]
- Kuhle Wampe oder Wem gehört die Welt? (1932) (van Bertolt Brecht)[695]
- Vampyr (1932) (van Carl Theodor Dreyer)[696]
- Triumph des Willens (1935) (van Leni Riefenstahl)[697]
- Der ewige Jude (1940)
- Kolberg (1945)[698]

### Italië
- La presa di Roma (1905)
- L'Inferno (1911)[699]
- La Ciociara (1960) (van Vittorio De Sica en Carlo Ponti met Sophia Loren)[700]
- Les Clowns (1970) (van Federico Fellini)[701]

### Zweden
- Pensionat Paradiset (1937)[702]
- Steal This Film (2006) (gedoneerd aan het publiek domein)[703]
- Steal This Film II (2007) (ibidem)[703]

### Spanje
- El hotel eléctrico (1908)[43]

### Denemarken
- Häxan (1922)[704]

## Publiek domein-films uit andere landen

### Sovjet-Unie/Rusland
Indien een werk in de Sovjet-Unie voor 1 januari 1954 is gemaakt, EN de rechthebbende is voor die datum overleden, behoort een film tot het Russische publieke domein. Voor werken van veteranen van de Grote Vaderlandse Oorlog geldt de datum van 1 januari 1950. Ook het werk van de Sovjet-autoriteiten van voor 1 januari 1954 behoort tot het publieke domein.
Films die hierdoor tot het Russische publieke domein behoren zijn:
- Soemerki zjenskoj doesji (1913) (van Yevgeni Bauer)[705]
- Gore Sarry (1913)[706]
- Dnevnik Glumova (1923) (van Sergej Eisenstein)[707]
- Aelita (1924)[708]
- Statsjka (1925) (van Sergej Eisenstein)
- Bronenosets Potjomkin (1925) (van Sergej Eisenstein)[709]
- Shakhmatnaya goryachka[710]
- Mat (1926) (van Vsevolod Pudovkin)[711]
- Oktjabr (1928) (van Sergej Eisenstein)[712]
- Tsjelovek s kinoapparatom (1929) (van Dziga Vertov)[713]
- Staroye i novoye (1929) (van Sergej Eisenstein)[714]
- Romance Sentimentale (1930) (van Sergej Eisenstein)[715]
- Poroetsjik Kizje (1934) (van Aleksandr Fajntsimmer)[716]
- Aerograd (1935) (sciencefictionfilm van Oleksandr Dovzjenko)[717]
- Alexander Nevski (1938) (van Sergej Eisenstein)
- Experiments in the Revival of Organisms (1940) (van D.I. Yashin en Sergej Brjoechonenko)[718]
- Kradenoje solntse (1944)[719]
- Ivan Groznyy I (1944) (van Sergej Eisenstein)[720]
- Ilja Moeromets (1956)[721]
- Letyat zhuravli (1956)[722]
- Ivan Groznyy II: Boyarsky zagovor (1958) (van Sergej Eisenstein)[723]
- Dama s sobachkoy (1960)[724]
- Brezjnev (1982) (documentaire over Leonid Brezjnev)[725]

### India
Volgens de Indiase wetgeving zijn films zestig jaar nadat ze zijn uitgebracht vervallen van auteursrecht.
Anno 2011 betekent dit dat alle films voor 1951 tot het Indiase publieke domein behoren.
Films die hierdoor onder andere tot het Indiase publieke domein behoren zijn:
- Raja Harishchandra (1913)[727]
- Alam Ara (1931)[727]
- Toofan Mail (1934[728]
- Devdas (1935)[729]
- Achhut Kanya (1936)[730]
- Pukar (1939)[731]
- Neecha Nagar (1946) (winnaar van de Palme d'Or)

Overigens zijn de oude Indiase films minder goed bewaard gebleven dan de oude Hollywood-films, en ook minder makkelijk op het internet te vinden.

### Volksrepubliek China
De wet op het auteursrecht van de Volksrepubliek China beschermt het auteursrecht van films tot vijftig jaar na publicatie, met een vernieuwing op elke 31 december van het kalenderjaar. Anno 2011 betekent dit dat alle Chinese films gemaakt tot en met 1960 tot het Chinese publieke domein behoren.
Chinese publiek domein-films zijn onder andere:
- The Battle of Dingjunshan (1905) (de eerste Chinese film)[733]
- The Difficult Couple (1913)[734]
- Yan Rui sheng (1921)[735]
- Laogong zhi aiqing (1922) (INT: Laborer's Love)[736]
- Zhang Xinsheng (1922)[737]
- Huo shao hong lian si (1928) (Langste Chinese film ooit gemaakt) (INT: Burning of the Red Lotus Temple)
- Poor Daddy (1929)[738]
- An Orphan (1929)[739]
- Cosmetics of Market (1933)[740]
- Greedy Neighbours (1933)[741]
- Tianming (1933) (INT: Daybreak)[742]
- Shen nu (1934) (met Ruan Lingyu) (INT: The Godess)
- Taoli jie (1934) (INT: Plunder of Peach and Plum)[743]
- Bible for Girls (1934)[744]
- Zi mei hua (1934) (INT: Twin Sisters)[745]
- Ti yu huang hou (1934) (INT: Queen of Sports)[746]
- New Women (1934) (met Ruan Lingyu)[747]
- The Scenes of City Life (1935)[748]
- Children of Troubled Times (1935)[749]
- The Boatman's Daughter (1935)[750]
- National Customs (1935) (met Ruan Lingyu)[751]
- Youth on the March (1937)[752]
- Malu Tianshi (1937) (met Zhou Xuan) (INT: Street Angel)[753]
- Ye ban ge sheng (1937) (INT: Song at Midnight)[754]
- Empress Wu Zetian (1939)[755]
- Tie Shan Gong Zhu (1941) (eerste aziatische lange tekenfilm) (INT: Princess Iron Fang)[756]
- Dream of the Red Mansions (1944)[757]
- Yi jiang chun shui xiang dong liu (1947) (INT: The Spring River Flows East)
- Diary of the Homecoming (1947)[758]
- Xiao cheng zhi chun (1948) (INT: Spring in a Small Town)[759]
- Three Girls (1949)[760]
- Bai mao nu (1950) (INT:The White-Haired Girl)[761]
- Jiao Ao De Jiang Jun (1956) (INT:The Conceited General)[762]
- Dongfang Hong (1964) (INT:The Conceited General)[763]

(INT = De internationale titel)

### Japan
Over wat in Japan publiek domein is en wat niet woedt een juridische discussie. Een uitspraak van een Japanse rechter in juli 2006 stelde dat films die voor 1953 in Japan zijn uitgebracht, tot het publieke domein gerekend kunnen worden. Hiermee zijn honderden werken publiek domein verklaard.
Deze uitspraak wordt aangevochten door de Japanse filmindustrie. Met name de rechten op het werk van Akira Kurosawa worden nog steeds geclaimd. Een rechterlijke uitspraak in september 2007 stelde dat diens werk pas publiek domein wordt in 2036.
Na de rechtenclaim van Kurosawa is er een nieuwe regeling ingegaan. Deze regeling zorgt ervoor dat films pas in het publiek domein zijn als ze voor 1953 gemaakt zijn en de regisseur al meer dan 38 jaar dood is. Voorbeelden hiervan zijn de vroege films van Kenji Mizoguchi en Yasujiro Ozu.

### Iran
In Iran behoren films (en foto's) 30 jaar na hun publicatie tot het publieke domein. Dat betekent dat anno 2011, alle Iraanse films gemaakt tot en met 1981 tot het publieke domein behoren.
Voorbeelden van deze films zijn onder andere:
- Khaneh siah ast (1963)[768]
- Gāv (1969)[769]
- Qeysar (1969)[770]

### Egypte
- Al-Mummia (1969)[771]

### Mexico
- The Torch (1950) (met Paulette Goddard)[772]

### Brazilië
- À Meia-Noite Levarei Sua Alma (1965)[773]

### Canada
- Funeral Home (1980)[774]

### Australië
- Robbery Under Arms (1920)[775]
- Uncivilised (1936)[776]